# Dillon (Colorado)
Pour les articles homonymes, voir Dillon.
Dillon est une ville américaine située dans le comté de Summit dans le Colorado.
La ville est nommée en l'honneur chercheur d'or Tom Dillon.

## Démographie
| 1890 | 1900 | 1910 | 1920 | 1930 | 1940 |
| ---- | ---- | ---- | ---- | ---- | ---- |
| 133  | 143  | 134  | 126  | 92   | 161  |

| 1950 | 1960 | 1970 | 1980 | 1990 | 2000 |
| ---- | ---- | ---- | ---- | ---- | ---- |
| 191  | 814  | 182  | 337  | 553  | 802  |

| 2010 | - | - | - | - | - |
| ---- | - | - | - | - | - |
| 904  | - | - | - | - | - |

Selon le recensement de 2010, Dillon compte 904 habitants. La municipalité s'étend sur 2,43 milles carrés (6,29 km2), dont 1,57 milles carrés (4,07 km2) de terres.